# Medio Manhattan
El Medio Manhattan (en inglés: Midtown Manhattan) es la parte central del distrito de Manhattan de la ciudad de Nueva York (Estados Unidos) y sirve como el principal distrito comercial central de la ciudad. Alberga algunos de los edificios más destacados de la ciudad, incluidos el Empire State Building, el Edificio Chrysler, el Hudson Yards Redevelopment Project, la sede de las Naciones Unidas, Grand Central Terminal y el Rockefeller Center, así como destinos turísticos como Broadway y Times Square.
Midtown Manhattan es el distrito comercial central más grande del mundo y se encuentra entre las propiedades inmobiliarias más costosas; la Quinta Avenida en Midtown Manhattan cuenta con los arriendos comerciales más altos del mundo, con un promedio anual de 32 000 dólares por m² (2017). Sin embargo, debido al elevado costo de los espacios comerciales, el vecindario también tiene muchas tiendas vacías. Midtown es el centro comercial, de entretenimiento y de medios más grande del país, y también un centro financiero en crecimiento.
Midtown alberga la mayoría de los rascacielos de la ciudad de Nueva York, incluidos las torres de apartamentos y los hoteles más altos. Acoge a su vez a viajeros y residentes que trabajan en sus oficinas, hoteles y locales comerciales, así como a turistas y estudiantes. Times Square, el centro iluminado del distrito de los teatros de Broadway, es un polo mundial de la industria del entretenimiento. En la Sexta Avenida también está la sede de tres de las cuatro principales cadenas de televisión de Estados Unidos.
Midtown es parte del Junta Comunitaria de Manhattan. Lo patrullan las comisarías 14 y 18 del Departamento de Policía de la Ciudad de Nueva York.

## Localización

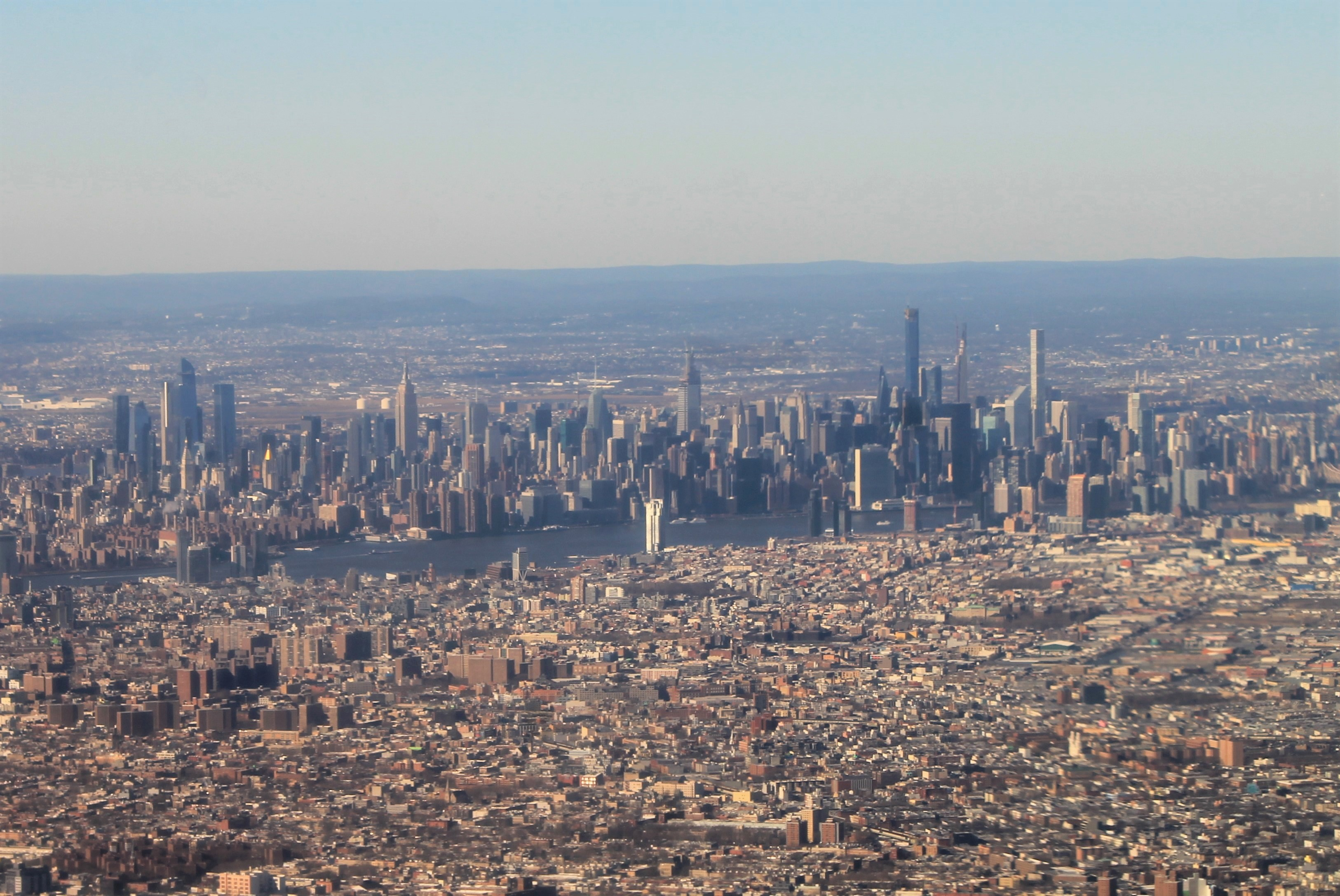
En enero de 2020

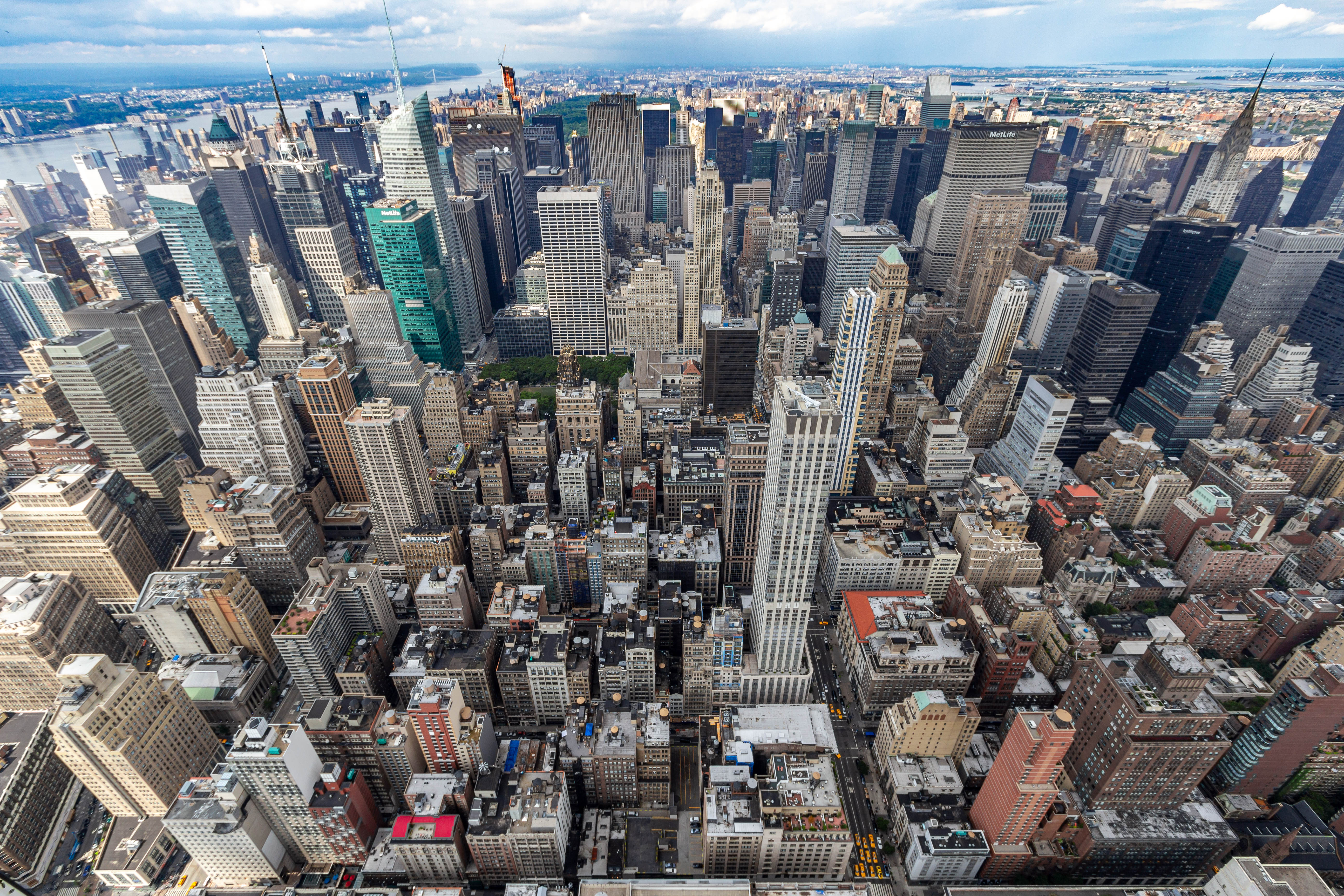
Midtown Manhattan visto desde el Empire State Building

El límite norte de Midtown Manhattan se define por lo general como calle 59; su límite sur es menos claro y tiende a ubicarse en la calle 34, la 23 o incluso la 14. Midtown se extiende por toda la isla de Manhattan a lo largo de un eje este-oeste, delimitado por el East River al este y el río Hudson al oeste. The Encyclopedia of New York City define Midtown como una extensión desde la calle 34 hasta la calle 59 y desde la 3 avenida hasta la Octava Avenida.

### Barrios

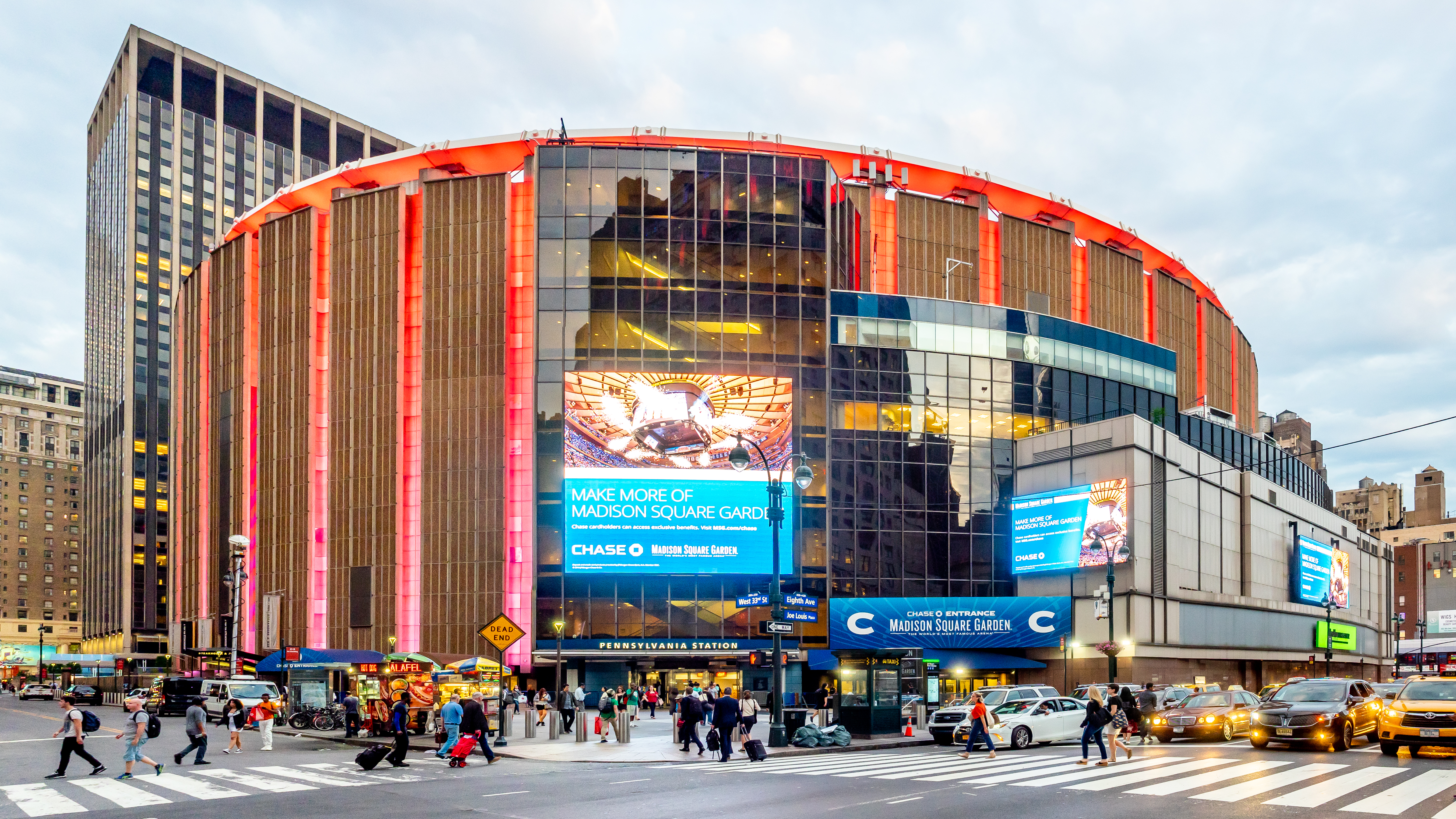
El Madison Square Garden

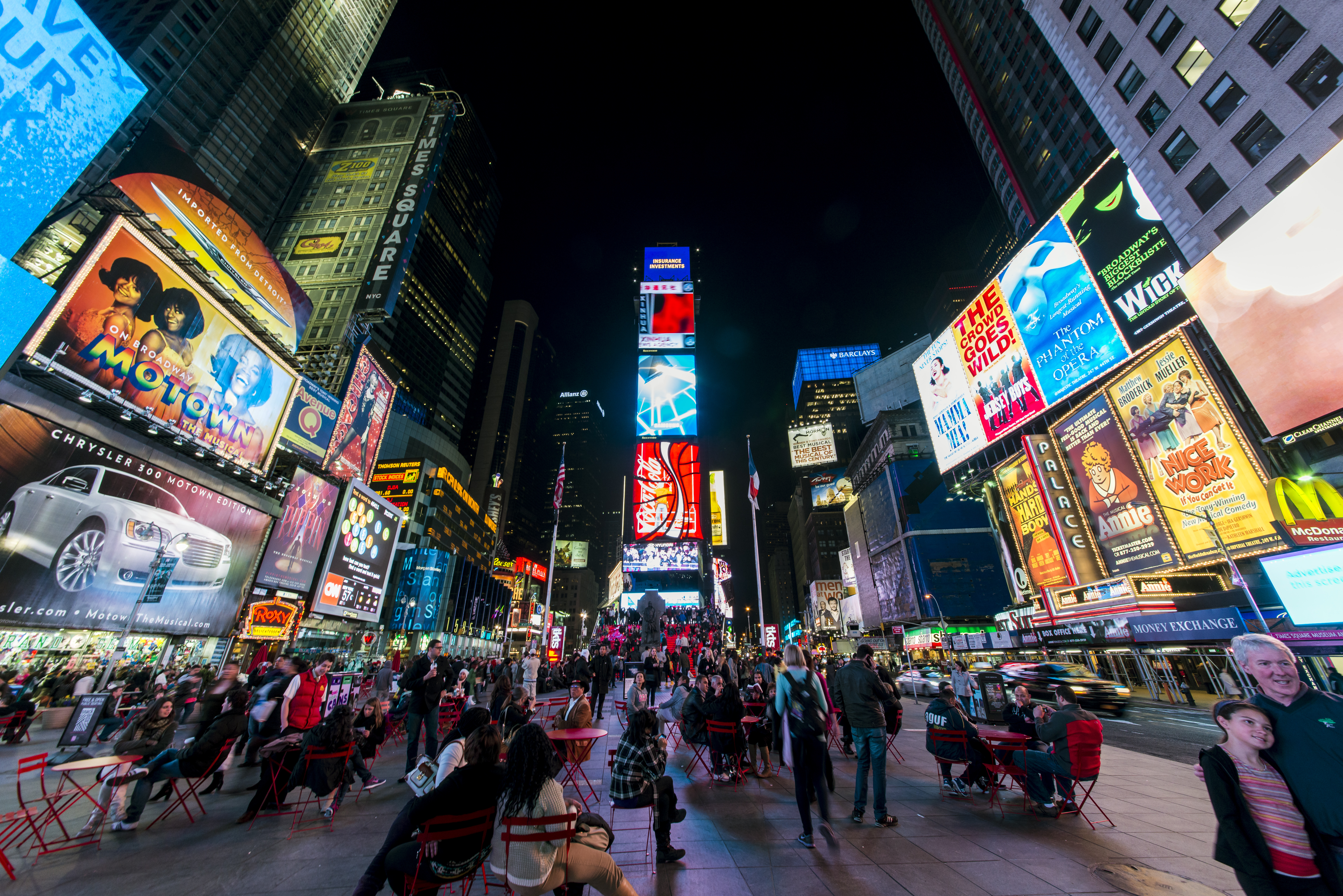
Times Square (2013), una de las intersecciones peatonales más concurridas del mundo

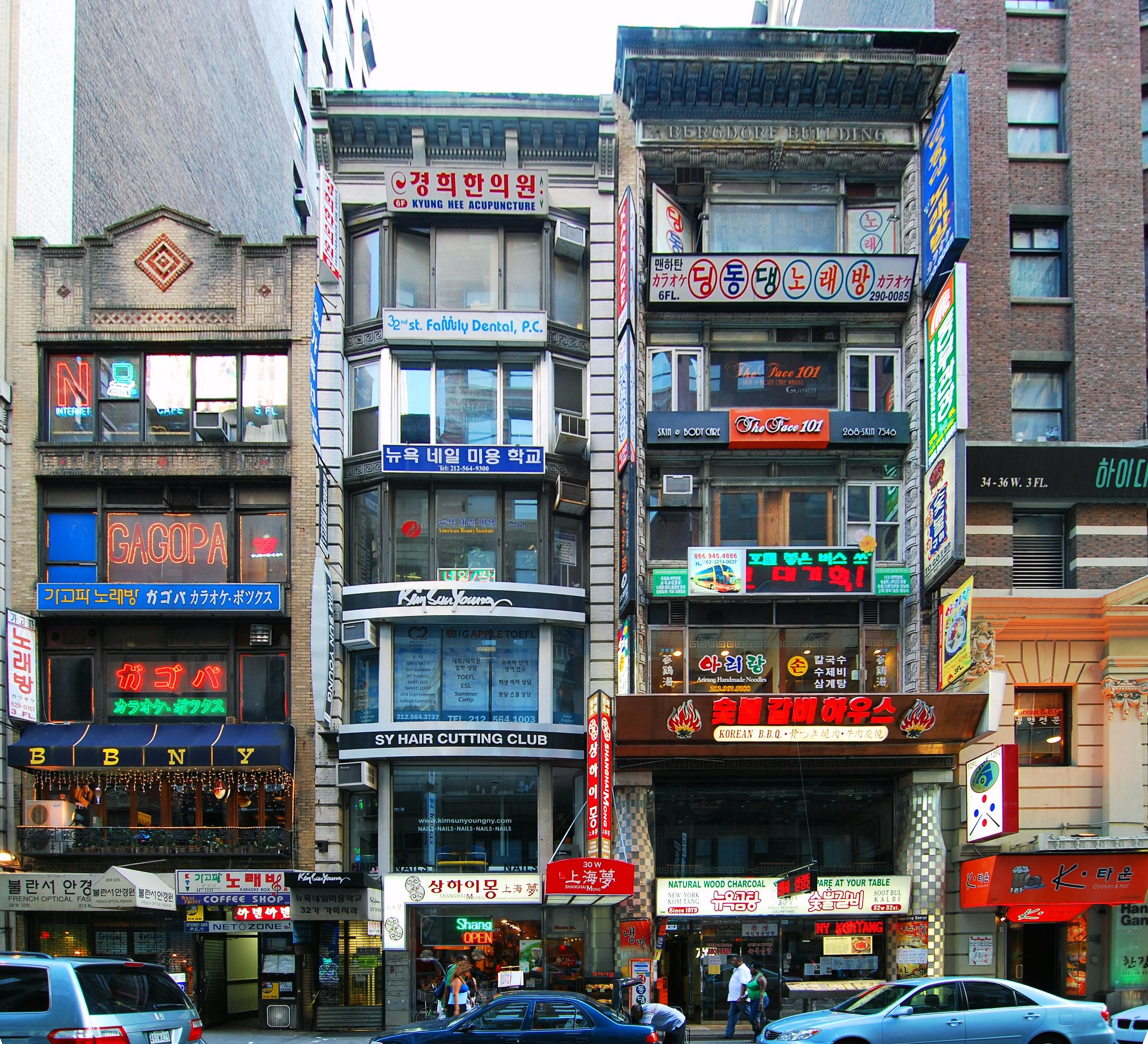
"Korea Way" en la calle 32 en el barrio coreano de Manhattan (맨해튼 코리아타운)

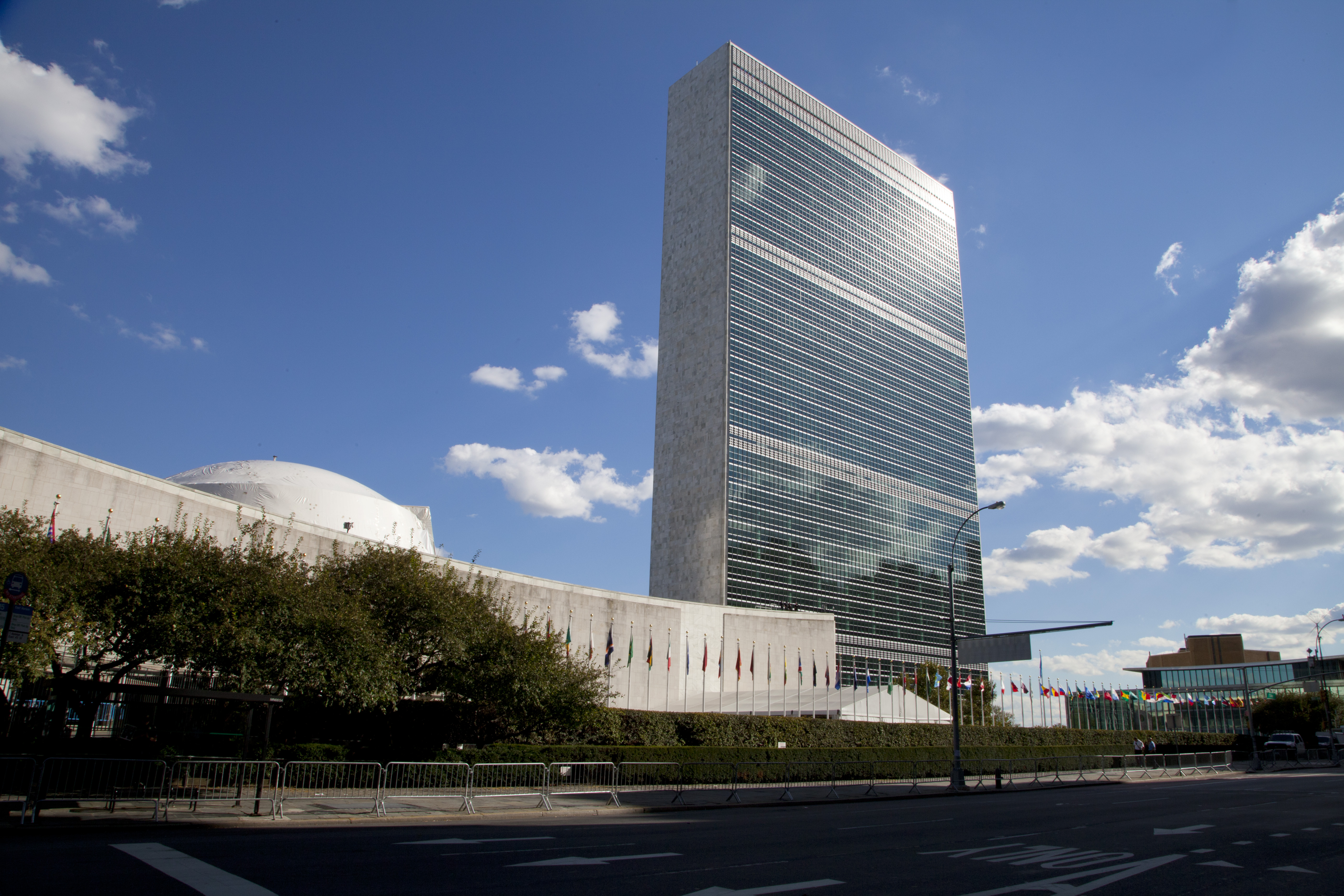
La Sede de la Organización de las Naciones Unidas

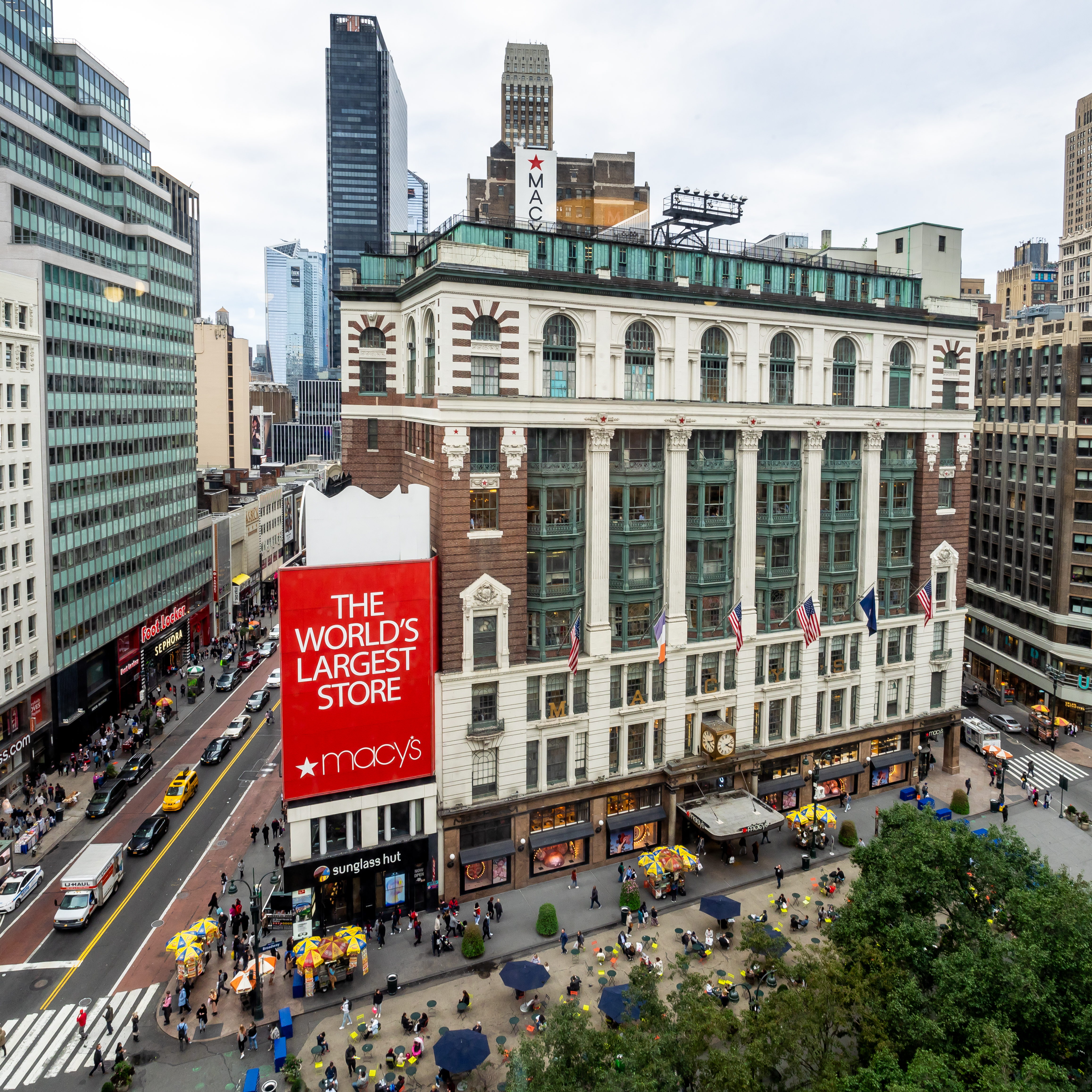
Herald Square, con Macy's

Además de su distrito comercial central, Midtown Manhattan abarca muchos vecindarios, incluidos Hell's Kitchen y Chelsea en el West Side, y Murray Hill, Kips Bay, Turtle Bay y Gramercy Park en el East Side. A veces se divide en "Midtown East" y "Midtown West", o norte y sur como en los recintos Midtown North y Midtown South del Departamento de Policía de la Ciudad de Nueva York.
Estos son algunos de los vecindarios en el área de Midtown:
- Entre la calle 59 al norte y la 42 al sur, de oeste a este:
  - Hell's Kitchen desde el río Hudson hasta la Octava Avenida, incluyendo
    - Theatre Row en la calle 42 Oeste entre la Undécima Avenida y la Novena Avenida,
    - donde Hell's Kitchen se encuentra con Central Park y el Upper West Side en calle 59 Oeste intersección con Octava Avenida, Columbus Circle

  - Times Square y el distrito de los teatros desde la calle 42 Oeste hasta alrededor de la 53 Oeste (según algunos hasta Central Park en Central Park South/calle 59), y desde la Octava Avenida hasta la Sexta Avenida
  - The Diamond District en calle 47 Oeste entre la Sexta y la Quinta Avenida
  - Midtown East desde alrededor de la Sexta Avenida hasta East River, incluido (yendo de oeste a este y de norte a sur):
    - Sutton Place cerca del East River entre la calle 53 Este y la 59 Este
    - Turtle Bay desde la calle 53 hasta la 42 y desde la Avenida Lexington hasta el East River
    - Tudor City desde la Primera Avenida hasta la Segunda Avenida y la calle 40 Este hasta la calle 43 Este
- Entre la calle 42 norte y alrededor de la 34, de oeste a este y de norte a sur:
  - Hell's Kitchen desde el río Hudson hasta la Octava Avenida
  - The Garment District desde la calle 42 Oeste hasta la calle 34 Oeste y desde la Novena Avenida hasta la Quinta Avenida
  - Herald Square alrededor de la intersección de Broadway, la Sexta Avenida y la calle 34 Oeste
  - Murray Hill desde la calle 42 Este hasta la calle 34 Este y la Quinta Avenida hasta la Segunda Avenida
- Entre la calle 34 y la 23, de oeste a este:
  - Chelsea, entre el río Hudson y la Sexta Avenida
  - Koreatown desde la calle 36 hasta la calle 31 y las avenidas 5 y 6 centradas en "Korea Way" en la calle 32 entre la Quinta Avenida y Broadway
  - Rose Hill o Curry Hill entre la Avenida Madison y la Tercera Avenida
  - Kips Bay desde la Tercera Avenida hasta el Río Este
- Entre la calle 23 y la 14, de oeste a este y de norte a sur:
  - Chelsea, entre el río Hudson y la Sexta Avenida
  - El Meatpacking District en la esquina suroeste de Midtown, al sur de la calle 15 Oeste
  - Madison Square y Flatiron District, el área rodea la intersección de Broadway, la Quinta Avenida y la calle 23
  - Union Square, al noreste de la intersección de Broadway, la calle 14 Este y Park Avenue South
  - Gramercy desde la calle 23 hasta la 14 y la avenida Lexington hasta la Primera Avenida
  - Peter Cooper Village desde la calle 23 hasta la calle 20 Este y la Primera Avenida hasta la Avenida C (paralelo al East River)
  - Stuyvesant Town desde la calle 20 Este hasta la calle 14 y la Primera Avenida hasta la Avenida C

Midtown es el distrito original en los Estados Unidos que lleva el nombre e incluía vecindarios históricos pero ahora desaparecidos como Ladies 'Mile, a lo largo de la Quinta Avenida desde la calle 14 hasta la 23; y el Tenderloin, de la calle 23 a la 42 y de la Quinta Avenida a la Séptima Avenida.

### Hitos
- Empire State Building
- MoMA
- Catedral de San Patricio
- Grand Central Terminal
- Biblioteca Pública de Nueva York
- Chrysler Building
- Deutsche Bank Center
- Bank of America Tower
- Sede de la ONU
- Carnegie Hall
- Madison Square Garden
- Manhattan Center
- Oficina Postal James Farley
- Estación Pensilvania
- Torre Trump
- Plaza Hotel
- Waldorf Astoria
- Bryant Park
- Times Square

### Avenidas
- Duodécima Avenida
- Undécima Avenida
- Décima Avenida
- Novena Avenida
- Octava Avenida
- Séptima Avenida
- Sexta Avenida (Avenida de las Américas)
- Quinta Avenida
- Avenida Madison
- Vanderbilt Avenue
- Park Avenue
- Avenida Lexington
- Tercera Avenida
- Segunda Avenida
- Primera Avenida

### Calles y vías importantes
- Broadway

- Calle 34
- Calle 42

### Diferentes demarcaciones del Medio Manhattan
La frontera de Midtown Manhattan es nebulosa y aún más confusa por el hecho de que la locución Midtown Manhattan se puede usar para referirse a un distrito o a un grupo de vecindarios y distritos en Manhattan:
- El área entre las calles 14 y 86 incluye aproximadamente Midtown Manhattan; sin embargo, esta locución también puede aplicarse al área entre las calles 31 y la 59, aunque todavía hay edificios de oficinas al sur de la calle 31.
- El Distrito Comunitario 5 de Manhattan está ubicado entre las calles 14 y 59, generalmente entre la Avenida Lexington y la Octava Avenida. El Distrito Comunitario 5 es en gran parte colindante con Midtown, pero también incluye el Distrito Flatiron, NoMad, Union Square y partes de Gramercy Park y Rose Hill.
- Midtown propiamente dicho (dentro de los límites del Distrito 5 de la Comunidad de Manhattan y excluyendo los vecindarios superpuestos) está ubicado desde las calles 34 a 59 entre la Tercera Avenida y la Octava Avenida.
- El "Distrito de la Plaza", una locución utilizada por los profesionales de bienes raíces de Manhattan para denotar el área más cara del centro de la ciudad desde una perspectiva de bienes raíces comerciales, se encuentra entre la calle 42 y la calle 59, desde la Tercera Avenida hasta la Séptima Avenida, alrededor de un kilómetro cuadrado o medio. una milla cuadrada
- " Midtown South " puede referirse a la parte de Midtown entre las calles 23 y alrededor de la 42 (aunque su límite norte se define de manera diferente según la fuente).
- "Midtown West" puede referirse al área entre las calles 34 y 59, y entre las avenidas 5 y 12.
- "Midtown East" puede referirse al área entre las calles 42 y 59, y entre la Quinta Avenida y el East River.
- En 1982, la Ciudad de Nueva York identificó el "Núcleo de Manhattan" como el área que incluye algunos de los vecindarios más poblados de la ciudad, las principales instituciones, parques y centros de tránsito, y el principal Distrito Comercial Central (CBD) de la ciudad, definido como Manhattan a continuación. Calle 60.[11] El "Núcleo de Manhattan" incluye algunas áreas un poco más al norte de la calle 86 en Manhattan, así como el área debajo de la calle 14; sin embargo, esta definición es problemática porque ignora el hecho de que Manhattan tiene no una sino dos zonas en las que las personas hacen negocios dentro de esta área separadas por una amplia franja de desarrollo residencial de poca altura (según los estándares de la ciudad de Nueva York): está Midtown (que está en Midtown Manhattan), y el distrito financiero (también conocido simplemente como "Downtown" debido a su ubicación en el sur de Manhattan). En otras fuentes, estos distritos se conocen como distritos comerciales centrales separados.

### Panorama urbano

Desde Weehauken por la tarde
Desde Weehauken al atardecer
Desde Weehauken de noche

## Economía
El Medio Manhattan, junto con el Bajo Manhattan, es uno de los principales centros financieros del mundo.
Midtown Manhattan es el distrito financiero más grande del mundo, con 400 millones de pies cuadrados (37,2 millones de m²) de oficinas en 2018. Midtown tiene la sede de las principales empresas, incluidas 4Kids Entertainment (anteriormente), Barnes & Noble, Bloomberg LP, Ernst & Young, Calvin Klein, Cantor Fitzgerald, CBS Corporation, Citigroup, Colgate-Palmolive, Cushman & Wakefield, DC Comics, Deloitte, Duane Reade, Estée Lauder Companies, Foot Locker, Frederator Studios, JPMorgan Chase, Hess Corporation, Kroll Inc., L-3 Communications, Marsh & McLennan Companies, Marvel Entertainment, MetLife, MidOcean Partners, Morgan Stanley, Nasdaq, Inc., NBC Universal, The New York Times Company, NexCen Brands, Pfizer, Polo Ralph Lauren, Saks Incorporated (Saks Fifth Avenue), The Sharper Image, Simon & Schuster, Six Flags, TBWA Worldwide, Telemundo, Thomson Reuters, Time Warner, Time Warner Cable, The Travelers Compa Nies, Univision Communications, y Viacom. El Instituto de Finanzas de Nueva York está ubicado en Midtown Manhattan.

#### Operaciones de subsidiarias extranjeras
Haier opera sus oficinas en los Estados Unidos en el edificio Haier en 1356 Broadway, anteriormente la sede del Greenwich Savings Bank. Haier celebró la ceremonia de apertura el 4 de marzo de 2002. Sumitomo Corporation opera su oficina de Nueva York, la sede de las operaciones de la empresa en Estados Unidos, en el 600 de la Tercera Avenida, 10016 en el vecindario de Murray Hill. La sede norteamericana de El Al está en Midtown. La sede regional de Air France USA está en 125 West 55th Street en Midtown Manhattan. Hachette Book Group USA tiene su sede en 237 Park Avenue. En 1994, Alitalia consideró trasladar su sede de Estados Unidos del Medio al Bajo Manhattan, pero decidió mantener las oficinas donde estaban en el último momento. Global Infrastructure Partners tiene una oficina en Midtown Manhattan.

### Tecnología y biotecnología
Silicon Alley, la metonimia común para el sector de alta tecnología de la ciudad de Nueva York, tiene su sede en Midtown South, específicamente en Flatiron District. Las empresas prominentes de Silicon Alley en Midtown incluyen AppNexus, Blue Apron, Gilt, Betterment, Oscar, SoFi, Rent the Runway, Warby Parker y WeWork. El sector de la tecnología se ha estado expandiendo en Midtown Manhattan desde 2010. El sector de la biotecnología también está creciendo en Midtown Manhattan gracias a la solidez de la ciudad en la investigación científica académica y el apoyo financiero público y comercial. A mediados de 2014, Accelerator, una firma de inversión en biotecnología, había recaudado más de US$30 millones de inversionistas, incluidos Eli Lilly and Company, Pfizer y Johnson & Johnson, por la financiación inicial para crear nuevas empresas de biotecnología en el Alexandria Center for Life Science, que abarca más de 65 032 m² en la calle 29 Este y promueve la colaboración entre científicos y empresarios en el centro y con instituciones académicas, médicas y de investigación cercanas. La Iniciativa de Financiamiento de Ciencias de la Vida en Etapas Tempranas de la Corporación de Desarrollo Económico de la Ciudad de Nueva York y los socios de capital de riesgo, incluidos Celgene, General Electric Ventures y Eli Lilly, comprometieron un mínimo de US$100 millones para ayudar a lanzar de 15 a 20 empresas en ciencias de la vida y biotecnología.

### Bienes raíces
Los bienes raíces son una fuerza importante en la economía de Midtown Manhattan y, de hecho, de la ciudad, ya que el valor total de todas las propiedades de la ciudad de Nueva York se estimó en 914.8 mil millones de dólares para el año fiscal 2015. En Manhattan se han ubicado siempre algunas de las propiedades inmobiliarias más comercializables de la nación y del mundo, como por ejemplo el Time Warner Center, que tuvo el valor de mercado más alto de la ciudad en 2006 con 1.1 millones de dólares, para ser superado posteriormente en octubre de 2014 por el Waldorf Astoria New York, que se convirtió en el hotel más caro jamás vendido, tras ser adquirido por Anbang Insurance Group, con sede en China, por 1 950 millones de dólares. Cuando 450 Park Avenue se vendió el 2 de julio de 2007 por 510 millones de dólares, unos 17 104 dólares/m², rompió el récord de apenas un mes para un edificio de oficinas estadounidense de 15 887 dólares/m² basado en la venta del 660 de la avenida Madison. En 2014, Manhattan albergaba seis de los diez códigos postales más importantes de los Estados Unidos según el precio medio de la vivienda. En 2019, la venta de viviendas más cara de la historia en los Estados Unidos se completó en Midtown Manhattan, a un precio de venta de 238 millones de dólares, por un ático de 2230 m² con vistas al Central Park.

### Teatro de Broadway
Según The Broadway League, los espectáculos en Broadway vendieron aproximadamente 1 270 millones de dólares de boletos en la temporada 2013-2014, un aumento del 11,4% con respecto a los 1139 millones en la temporada 2012-2013; la taquilla en 2013-2014 fue de 12,21 millones, un aumento del 5,5% con respecto a los 11,57 millones de la temporada 2012-2013.

### Operaciones económicas anteriores

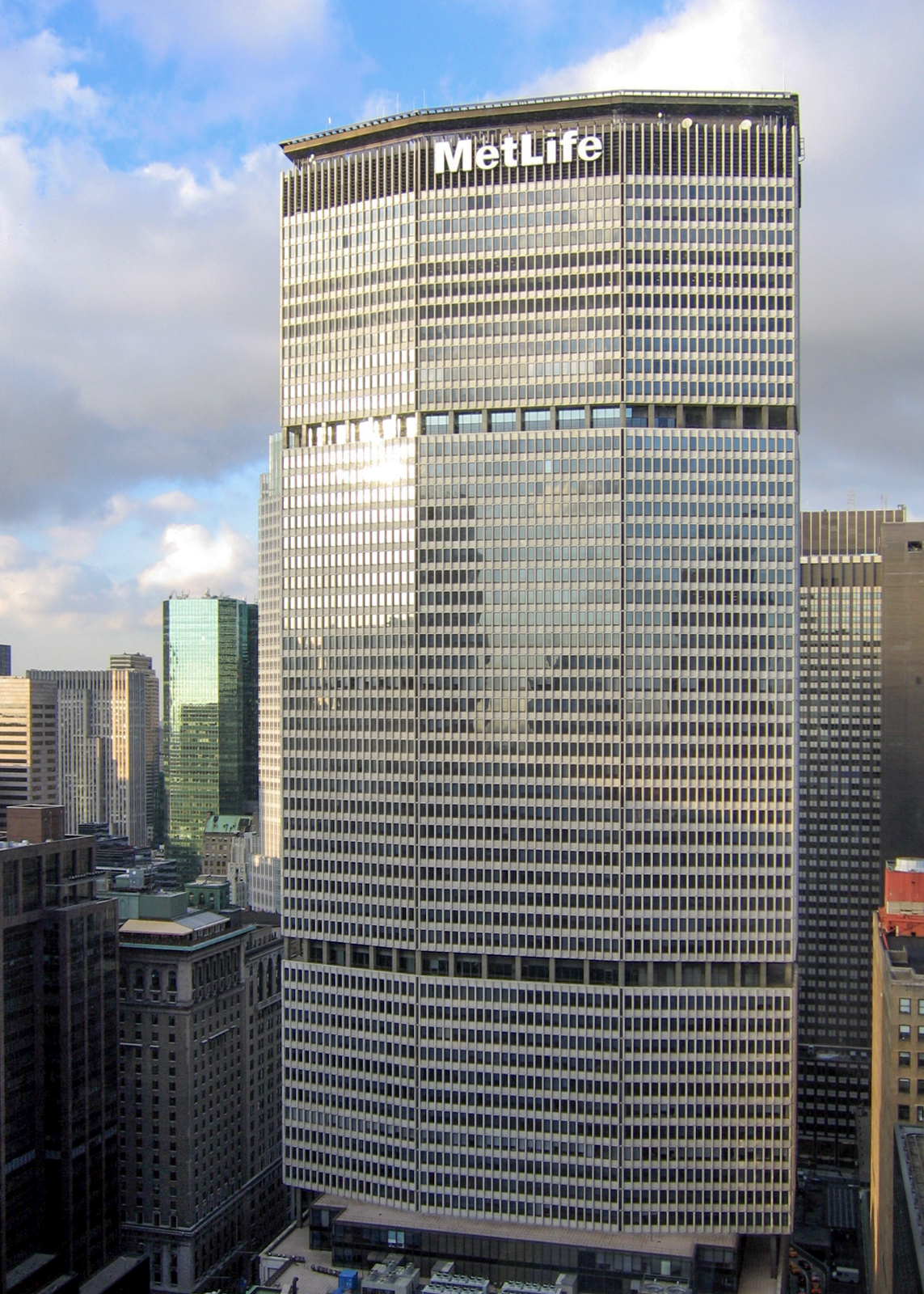
El MetLife Building (anteriormente edificio Pan Am)

Las empresas que solían tener su sede en Midtown Manhattan incluyen American Airlines, American Comics Group, American Overseas Airlines, Central Park Media, Eastern Air Lines, GoodTimes Entertainment, LJN, NewKidCo, Pan American World Airways, Philip Morris Companies (ahora Altria Group), Trans Caribbean Airways, y Trans World aerolíneas. En 1997, Aer Lingus anunció que mudaría su sede norteamericana de Midtown a Melville, Nueva York, en el condado de Suffolk en Long Island.

## Demografía
Según los datos del censo de Estados Unidos de 2010, la población del Medio Manhattan era de 28.630, un cambio de 2.823 (9,9 %) de los 25.807 contados en 2000. Con una superficie de 280 ha, el barrio tenía una densidad de población de 10 200 hab./km². La composición racial del vecindario era 64,1 % (18 351) blanca, 4,6 % (1310) afroamericana, 0,1 % (34) nativa americana, 20,8 % (5942) asiática, 0 % (8) isleña del Pacífico, 0,3 % (92) de otras razas, y 2% (569) de dos o más razas. Hispanos o latinos de cualquier raza eran el 8,1% (2324) de la población.
La totalidad del Distrito Comunitario 5, que comprende Midtown Manhattan, tenía 53 120 habitantes según el Perfil de Salud Comunitario de 2018 de NYC Health, con una esperanza de vida promedio de 84,8 años. : 2, 20 Esto es más alto que la expectativa de vida promedio de 81.2 para todos los vecindarios de la ciudad de Nueva York. : 53 (PDF p. 84)  La mayoría de los habitantes son adultos: una pluralidad (45%) tiene entre 25 y 44 años, mientras que el 22% tiene entre 45 y 64 años, y el 13% tiene 65 años o más. La proporción de residentes jóvenes y universitarios fue menor, 7% y 12% respectivamente. : 2 
A partir de 2017, el ingreso familiar promedio en los distritos comunitarios 4 y 5 (incluidos Chelsea y Hell's Kitchen) fue de 101 981 dólares, aunque el ingreso promedio en Midtown individualmente fue de 120 854 dólares. En 2018, aproximadamente el 11 % de los residentes de Midtown Manhattan vivían en la pobreza, en comparación con el 14 % en todo Manhattan y el 20 % en toda la ciudad de Nueva York. Uno de cada veinte residentes (5%) estaba desempleado, en comparación con el 7% en Manhattan y el 9% en la ciudad de Nueva York. La carga del alquiler, o el porcentaje de residentes que tienen dificultades para pagar el alquiler, es del 41 % en Midtown Manhattan, en comparación con las tasas del 45 % y el 51 % en todo el condado y la ciudad, respectivamente. Según este cálculo, a 2018, Midtown Manhattan se considera de altos ingresos en relación con el resto de la ciudad y no se está gentrificando.: 7 

## Policía

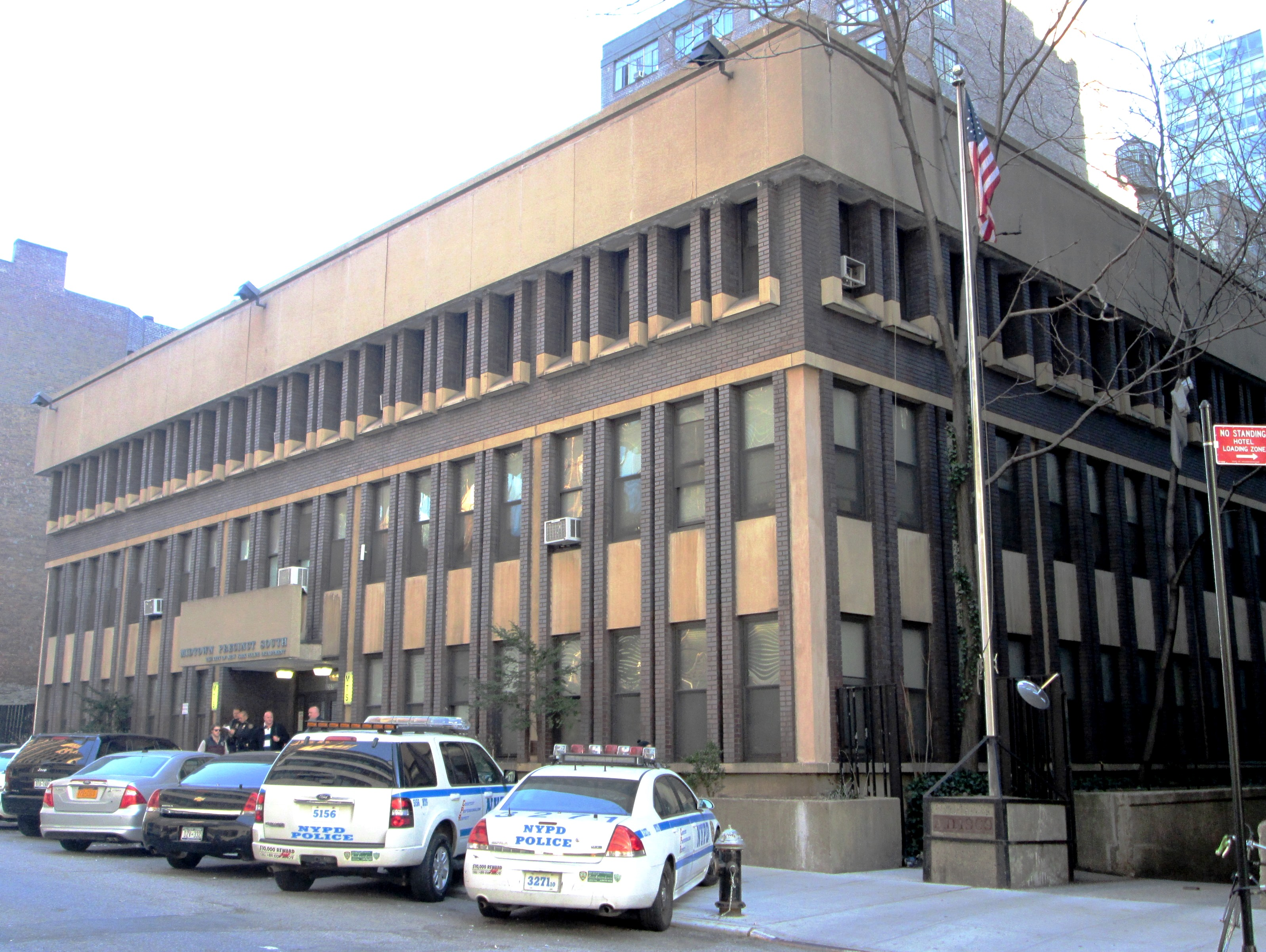
Precinto 14 de la policía de Nueva York (Midtown South)

Midtown Manhattan está patrullado por dos recintos de la policía de Nueva York. Midtown North está patrullada por el Distrito 18, [lower-alpha 1] ubicado en el 306 de la calle 54 Oeste, mientras que Midtown South está patrullado por el Distrito 14, ubicado en el 357 de la calle 35 Oeste. Los recintos ocuparon el puesto 69 entre las 69 áreas de patrullaje más seguras para el crimen per cápita en 2010. La alta tasa de delincuencia per cápita se puede atribuir a la baja población de la zona, así como a la gran cantidad de delitos cometidos contra los turistas. A 2018, con una tasa de agresiones no mortales de 25 por cada 100 000 habitantes, la tasa de delitos violentos per cápita de Midtown Manhattan es menor que la de la ciudad en su conjunto. La tasa de encarcelamiento de 297 por cada 100 000 habitantes es inferior a la de la ciudad en su conjunto: 8 
El Distrito 18 tiene una tasa de delincuencia más baja que en la década de 1990, y los delitos en todas las categorías disminuyeron en un 84,2 % entre 1990 y 2018. El recinto reportó 3 asesinatos, 21 violaciones, 130 robos, 190 agresiones por delitos graves, 175 robos con allanamiento de morada, 1875 hurtos mayores y 31 hurtos mayores de automóviles en 2018. El distrito 14 también tiene una tasa de criminalidad más baja que en la década de 1990, con una disminución de los delitos en todas las categorías en un 88,6 % entre 1990 y 2018. El recinto informó 0 asesinatos, 19 violaciones, 150 robos, 199 agresiones por delitos graves, 210 robos con allanamiento de morada, 2005 hurtos mayores y 23 hurtos mayores de automóviles en 2018.

## Bomberos

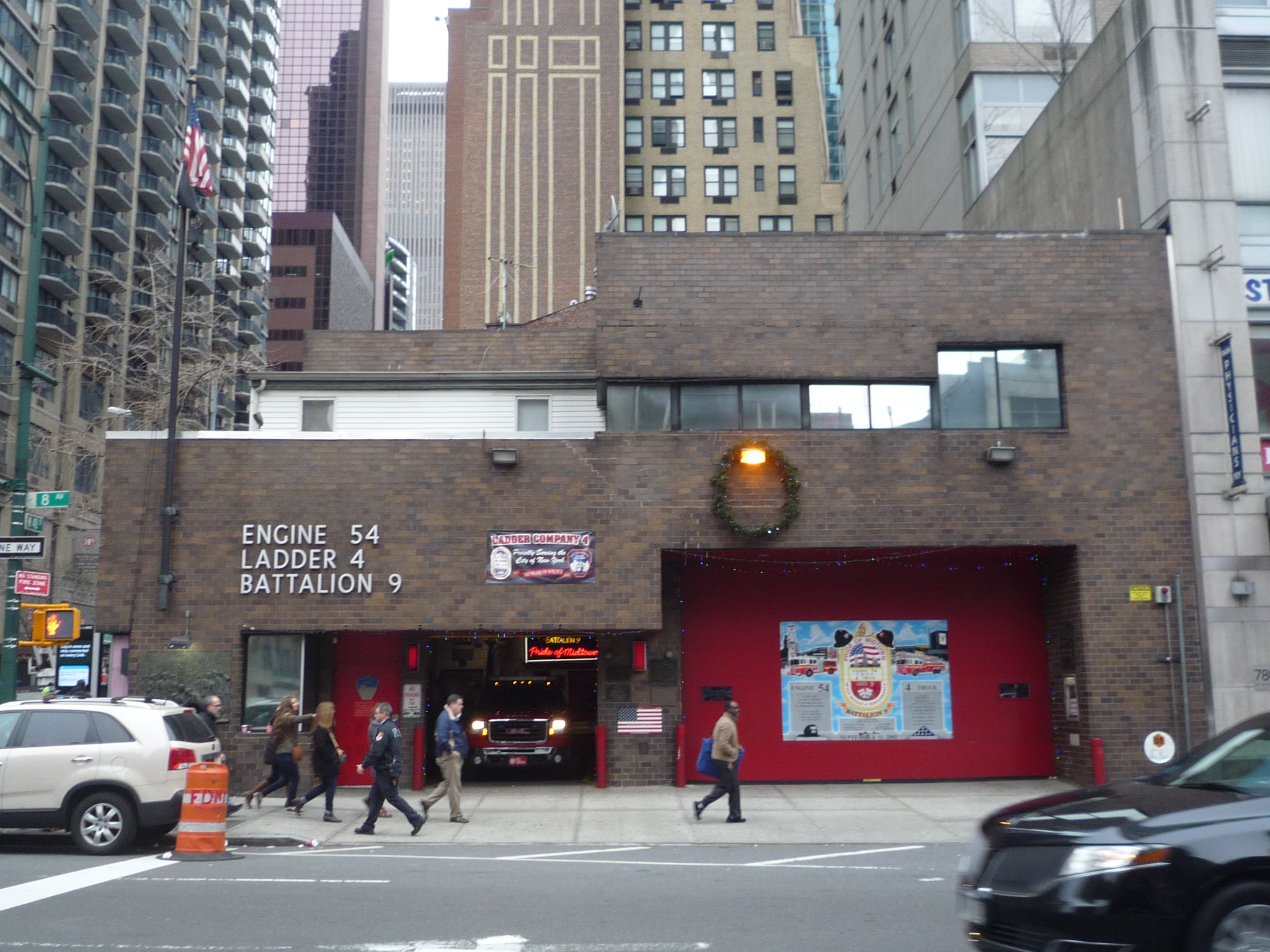
Engine Co. 54 / Ladder Co. 4 / Batallón 9

La parte principal de Midtown Manhattan, entre las calles 34 y 59 desde la Avenida Lexington hasta la Octava Avenida, cuenta con cinco parques del Departamento de Bomberos de la ciudad de Nueva York (FDNY):
- Compañía de motores 1 / Compañía de escaleras 24-215 West 38th Street[74]
- Compañía de motores 23-215 West 58th Street[75]
- Compañía de motores 26-222 West 37th Street[76]
- Compañía de motores 54 / Compañía de escaleras 4 / Batallón 9 - 782 8th Avenue[77]
- Compañía de motores 65 - 33 West 43rd Street[78]

Entre las calles 14 y 59 hay otras siete estaciones adicionales.

## Sanidad
A 2018, los partos prematuros y los partos de madres adolescentes en el Medio Manhattan son más bajos que el promedio de la ciudad. En este distrito hubo 67 nacimientos prematuros por cada 1000 nacidos vivos (en comparación con 87 por 1000 en toda la ciudad) y 4 nacimientos de madres adolescentes por cada 1000 nacidos vivos (en comparación con 19,3 por 1000 en toda la ciudad: 11  Midtown Manhattan tiene una baja población de residentes que no tienen seguro. En 2018, se estimó que esta población de residentes sin seguro era del 11 %, un poco menos que la tasa de toda la ciudad del 12 %.: 14 
La concentración de partículas finas, el tipo de contaminante del aire más mortífero, en el Medio Manhattan es de 0,0113 miligramos por m³, más que el promedio de la ciudad: 9 El once por ciento de los residentes del distrito son fumadores, que es menos que el promedio de la ciudad del 14% de los residentes que son fumadores. : 13 En el Medio Manhattan, el 10 % de los residentes son obesos, el 5 % son diabéticos y el 18 % tienen presión arterial alta, en comparación con los promedios de toda la ciudad de 24 %, 11 % y 28 %, respectivamente. : 16 Además, el 9 % de los niños son obesos, en comparación con el promedio de la ciudad del 20 %. : 12 
El noventa y uno por ciento de los residentes come algunas frutas y verduras todos los días, lo que es más alto que el promedio de la ciudad del 87 %. En 2018, el 86 % de los residentes describieron su salud como "buena", "muy buena" o "excelente", más que el promedio de la ciudad del 78 %.: 13 Por cada supermercado en Midtown Manhattan, hay 11 bodegas. : 10 
Los principales hospitales más cercanos son Mount Sinai West en Hell's Kitchen; Centro Médico Beth Israel en Stuyvesant Town; el Centro Hospitalario Bellevue y el Centro Médico Langone de la Universidad de Nueva York en Kips Bay; y NewYork–Presbyterian Hospital en el Upper East Side.

## Oficinas de correos y códigos postales

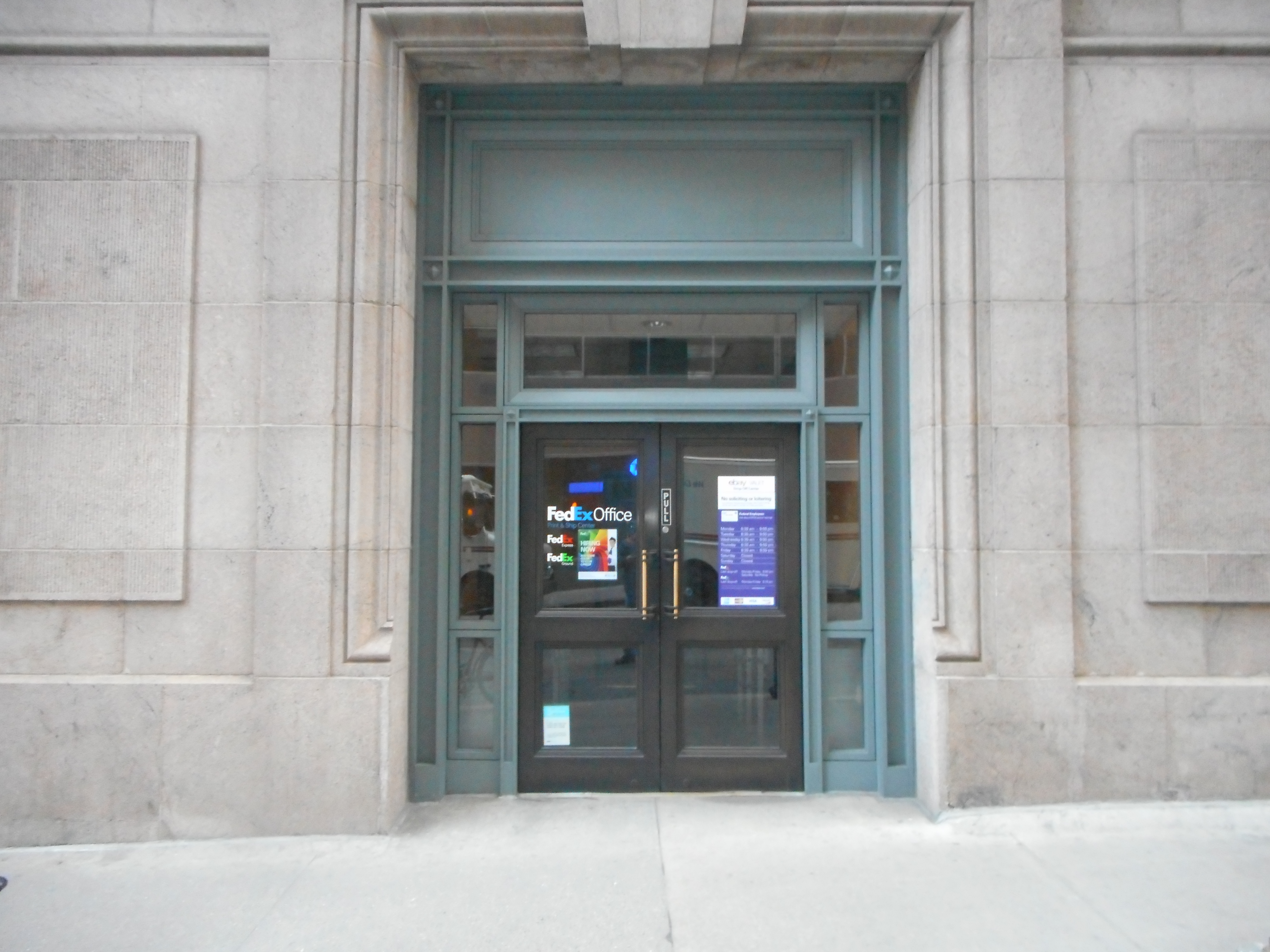
Gran estación central de USPS

Midtown Manhattan se encuentra dentro de seis códigos postales principales. Al oeste de la Quinta Avenida, Midtown está ubicado en 10018 entre las calles 34 y 41, 10036 entre las calles 41 y 48 y 10019 entre las calles 48 y 59. Al este de la Quinta Avenida, Midtown está ubicado en 10016 entre las calles 34 y 40, 10017 entre las calles 40 y 49 y 10022 entre las calles 49 y 59. El área al suroeste de la Quinta Avenida y la calle 34, a veces considerada en Midtown, es parte de 10001. Otras áreas entre las calles 14 y 34 están cubiertas por los códigos postales 10003, 10009, 10010 y 10011, aunque generalmente no se consideran parte del Midtown propiamente dicho. También hay treinta y tres códigos postales asignados a edificios individuales o complejos de edificios.
El Servicio Postal de los Estados Unidos opera seis oficinas de correos en Midtown:
- Estación de tiendas de tasadores - 580 Quinta Avenida[82]
- Estación Bryant - 23 West 43rd Street[83]
- Estación central magnífica - 450 Lexington Avenue[84]
- Estación Midtown - 223 West 38th Street[85]
- Estación Murray Hill - 115 East 34th Street[86]
- Estación Rockefeller Center - 610 Quinta Avenida[87]

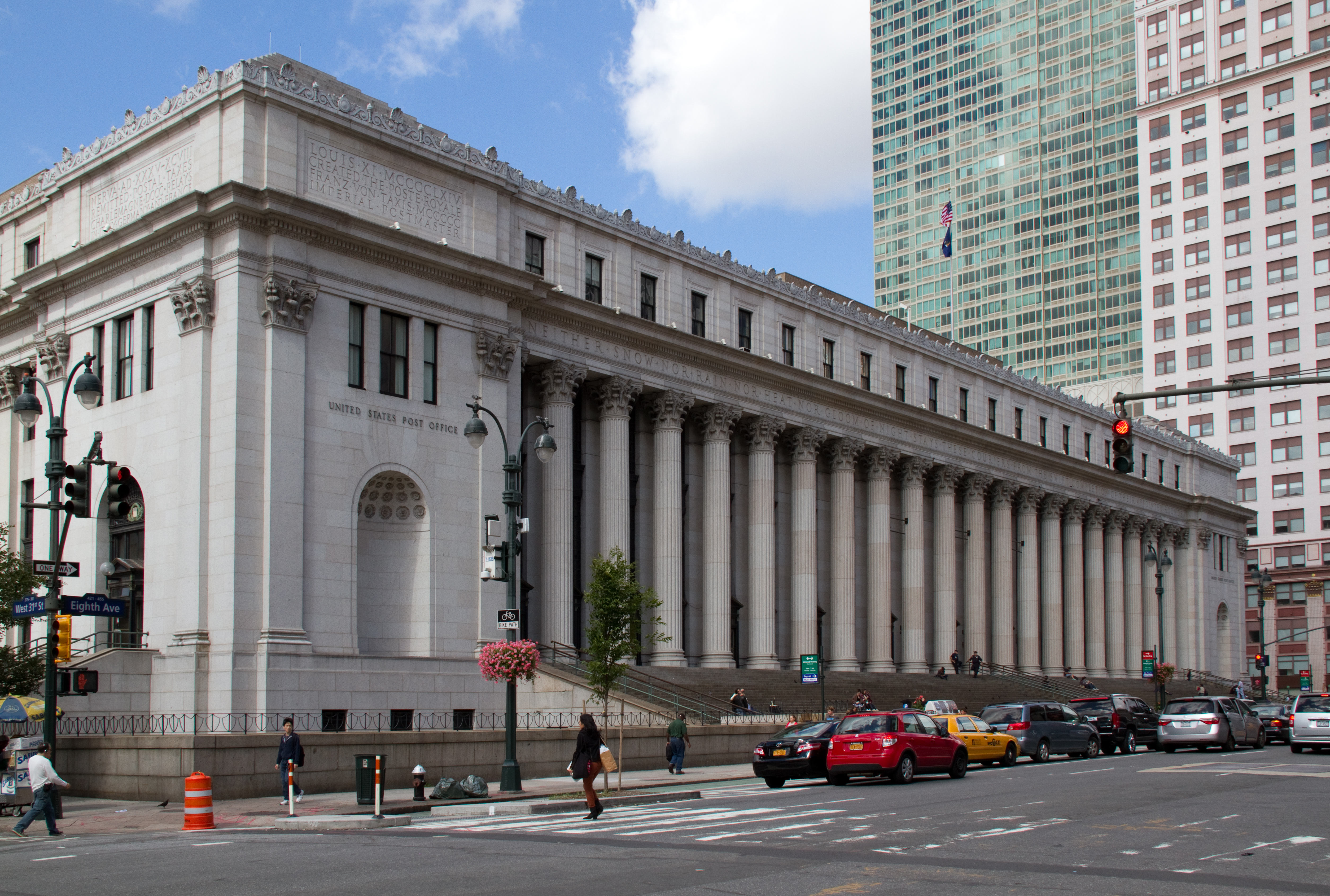
La Oficina Postal James Farley

Además, la estación James A. Farley, la principal oficina de correos de la ciudad, está ubicada en el 421 de la Octava Avenida. La oficina de correos detuvo el servicio de 24 horas en 2009 debido a la disminución del tráfico de correo.

## Educación
El Medio Manhattan generalmente tiene una tasa más alta de residentes con educación universitaria que el resto de la ciudad a 2018. La mayoría de los residentes de 25 años o más (78 %) tiene una educación universitaria o superior, mientras que el 6 % tiene menos de una educación secundaria y el 17 % se graduó de la escuela secundaria o tiene alguna educación universitaria. Por el contrario, el 64% de los residentes de Manhattan y el 43% de los residentes de la ciudad tienen educación universitaria o superior.: 6 El porcentaje de estudiantes del Medio Manhattan que sobresalen en matemáticas aumentó del 61 % en 2000 al 80 % en 2011 y el rendimiento en lectura aumentó del 66 al 68 % durante el mismo período.
La tasa de ausentismo escolar durante la etapa de educación primaria en el Medio Manhattan es más baja que en el resto de la ciudad de Nueva York. En este distrito, el 19 % de los estudiantes de escuela primaria faltaron veinte o más días por año escolar, menos que el promedio de la ciudad del 20 %.: 24 (PDF p. 55) : 6 Además, el 92 % de los estudiantes de secundaria en Midtown Manhattan se gradúan a tiempo, más que el promedio de la ciudad del 75 %. : 6 

### Escuelas
No hay escuelas primarias o secundarias públicas en Midtown.
El Departamento de Educación de la Ciudad de Nueva York opera las siguientes escuelas secundarias públicas en Midtown, que atienden a los grados 9-12:
- Escuela secundaria Jacqueline Kennedy-Onassis[92]
- Escuela secundaria histórica[93]
- Academia Murray Hill[94]
- Compañía de Repertorio Escuela Superior de Artes Teatrales[95]
- Escuela secundaria de la academia satélite[96]

Las escuelas privadas incluyen The Beekman School, Rebecca School y varios centros privados de idiomas y música (p. ej. Berlitz, American Language Communication Center, New York Language Center, Swan Music School y New York Youth Symphony). La escuela internacional italiana La Scuola d'Italia Guglielmo Marconi se mudó a West Midtown en 2016.

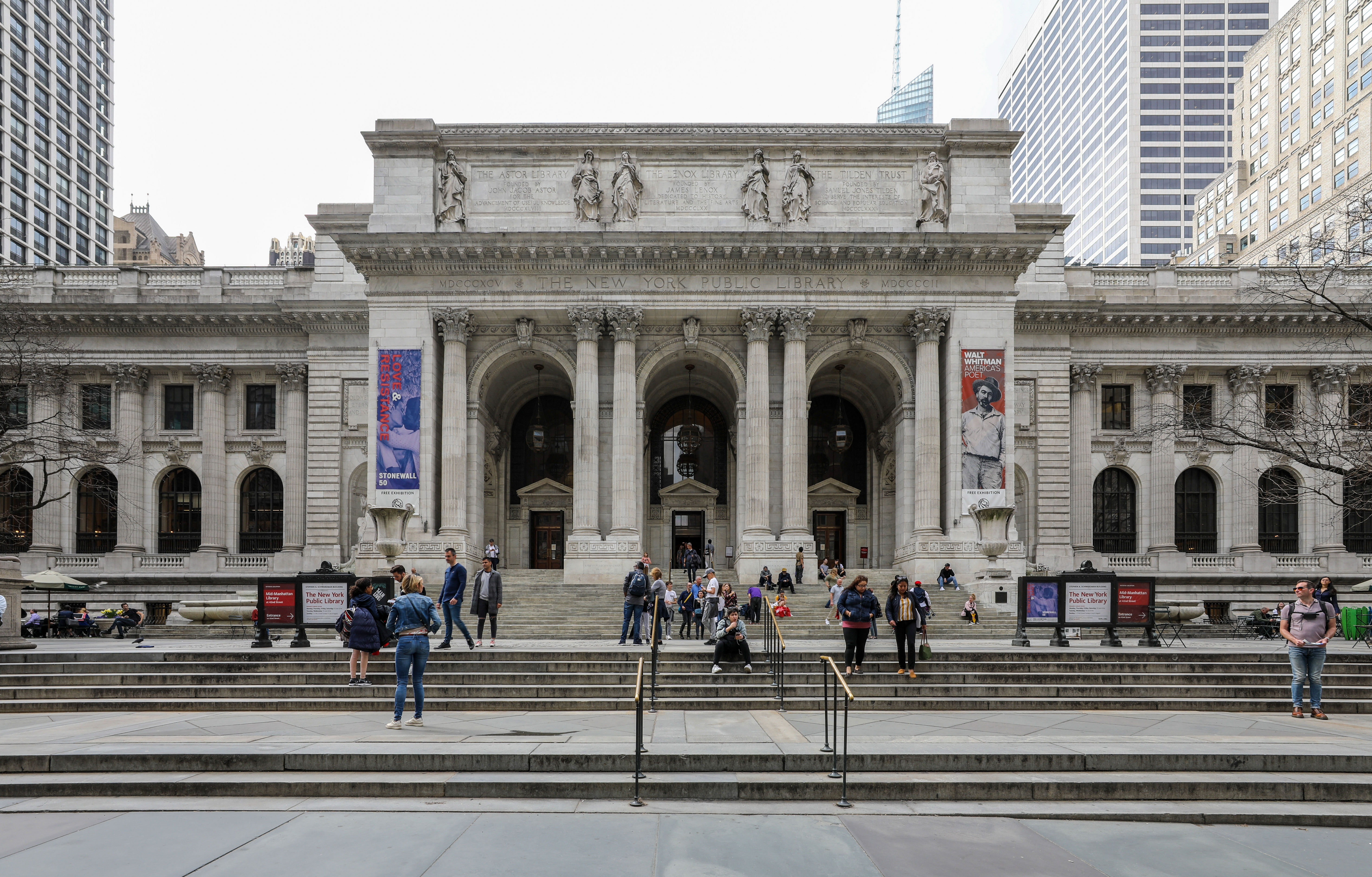
La Sede de la Biblioteca Pública de Nueva York

La Biblioteca Pública de Nueva York (NYPL) opera el edificio Stephen A. Schwarzman (también la sucursal principal), una sucursal de referencia en 476 Fifth Avenue. El edificio de cuatro pisos, construido en 1911, es mundialmente conocido por su arquitectura y tiene varios millones de artículos en sus colecciones.
También hay cinco sucursales circulantes en Midtown:
- La sucursal de la calle 53 está ubicada en 18 West 53rd Street. La sucursal de tres niveles abrió en 2016,[101] reemplazando el antiguo Centro de Bibliotecas Donnell que había estado abierto desde 1955 hasta 2008.[102]
- La sucursal de la calle 58 está ubicada en 127 East 58th Street. La sucursal abrió en un edificio de la biblioteca Carnegie en 1907 y se mudó a su espacio actual de dos pisos en 1969.[103]
- La sucursal de Grand Central está ubicada en 135 East 46th Street. La biblioteca de dos pisos se inauguró en 2008.[104]
- La sucursal de Mid-Manhattan está ubicada en la planta baja del edificio Schwarzman.[105] Fue fundada en 1970[106] y se mudó a un espacio de cinco pisos en 8 East 40th Street en 1981. Esa ubicación estuvo cerrada por renovaciones de 2017 a 2020.[105]
- La sucursal de Terence Cardinal Cooke-Cathedral está ubicada en el sótano del 560 de la avenida Lexington, junto a la estación de metro 51st Street. Se inauguró en 1887 y es la segunda sucursal más pequeña del sistema NYPL.[107]

### Educación superior
Dos campus de la Universidad de la Ciudad de Nueva York (CUNY, por sus siglas en inglés), el CUNY Graduate Center que otorga doctorados y el Stella and Charles Guttman Community College, están ubicados en Midtown, mientras que Baruch College, también de la Universidad de la Ciudad de Nueva York, está ubicado en Centro Sur. Mercy College está situado en Herald Square.

## Transporte

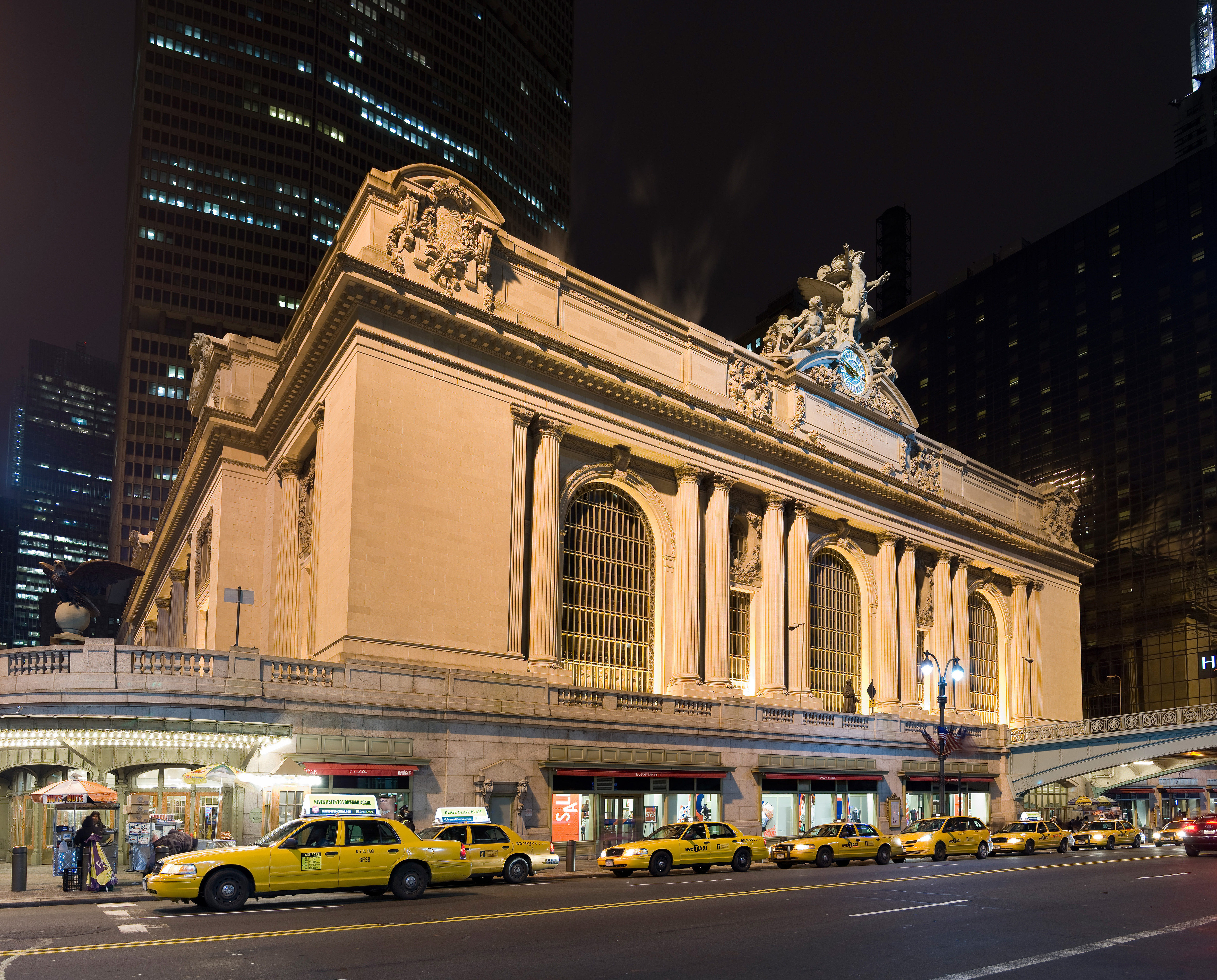
La Terminal Grand Central, vista desde la calle 42

Pennsylvania Station y Grand Central Terminal son las dos principales estaciones de ferrocarril ubicadas en el Medio Manhattan. Penn Station sirve a Amtrak, NJ Transit y al Ferrocarril de Long Island (LIRR), mientras que Grand Central sirve al Ferrocarril Metro–North y servirá a LIRR en el futuro. Penn Station se considera el centro de transporte más concurrido del hemisferio occidental y atiende a unas 650 000 personas al día.
La Terminal de Autobuses de Port Authority está ubicada en la Octava Avenida cao la calle 41 en el borde occidental de Midtown. Es la terminal es la más grande de los Estados Unidos, la más transitada del mundo por volumen de tráfico, y sirve anualmente a más de 65 millones de personas.
El metro de la ciudad de Nueva York y las operaciones regionales de la MTA Bus Company operan varias rutas que pasan por Midtown. Además, el tren PATH a Nueva Jersey termina en la estación Calle 33 en Midtown.
La congestión vehicular es común, especialmente para el tráfico que cruza la ciudad. En 2011 se anunció el nuevo sistema de control de semáforos "Midtown in Motion" para reducir la congestión. Unos 750 000 vehículos ingresan a Midtown Manhattan en un día hábil de otoño. Según el Informe de datos de tráfico de 2011 para el estado de Nueva York, 777 527 vehículos por día pasaron por las instalaciones de peaje seleccionadas hacia Manhattan.

## Infraestructura gubernamental
El Tribunal o Corte Suprema de Nueva York está ubicada en la sección Rose Hill de Midtown Manhattan. La Administración de Asuntos Federales de Puerto Rico opera su oficina de Nueva York en el piso 22 en 135 West 50th Street.

## Misiones diplomáticas
Varios países, incluidos Argentina, Bahamas, China, Costa Rica, Alemania, Irlanda, Israel, Jamaica, Japón, Luxemburgo, México, Marruecos, Arabia Saudita, Singapur, Sudáfrica, Corea del Sur, Reino Unido, y Ucrania, tienen consulados en Midtown Manhattan. La zona también alberga la Oficina Económica y Cultural de Taipéi de la República de China (Taiwán). También se encuentra allí la delegación consular de la (República Dominicana).